# Syndicat des personnels à statut de centrale MINÉFI
Le Syndicat des personnels à statut de centrale des Ministères économique et financier (SPSCM) est un syndicat professionnel qui regroupe les personnels administratifs, techniques et ouvriers de l'administration centrale de Bercy, des pensions à Nantes, des Écoles des Mines et des Directions régionales de l'industrie, de la recherche et de l'environnement (Drires).

## Historique
Le SPSCM est né d'une scission avec FO en 2004.
En 2007, il adhère à la Fédération générale autonome des fonctionnaires (FGAF). Celle-ci organise en son sein une fédération composée de plusieurs syndicats autonomes et indépendants, la FGAF-Finances à laquelle le SPSCM décide de s'affilier le 24 mars 2010, lors de l’assemblée générale extraordinaire de ses adhérents. Par lettre recommandée en date du 25 mars 2014, le Syndicat des personnels à statut de centrale MINÉFI (SPSCM) a signifié à la FGAF qu'il la quittait pour rejoindre l'UNSA.

## Organisation
Le SPSCM est organisé en trois sections nationales :
- La section des Administratifs,
- La section des Techniques,
- La section du Service Intérieur.

## Représentativité
Lors des élections aux CAP et CCP (pour les personnels de l’administration centrale à Bercy, des pensions à Nantes, des Drires et des Écoles des Mines) de 2007, il recueille 16,5 % des suffrages exprimés, devenant par là même, la 3e organisation sur ce champ de syndicalisation